# Мішель Пансе
Мішель Пансе Біллон (фр. Michel Pensée Billong, нар. 16 червня 1973, Яунде, Камерун) — камерунський футболіст, що грав на позиції захисника.
Виступав, зокрема, за клуби «Тоннер», «Тампіко Мадеро» та «Чхонан Ільхва Чхонма», а також національну збірну Камеруну.

## Клубна кар'єра
У дорослому футболі дебютував 1991 року виступами за команду клубу «Тоннер», в якій провів три сезони.
Своєю грою за цю команду привернув увагу представників тренерського штабу мексиканського клубу «Тампіко Мадеро», до складу якого приєднався 1994 року. Відіграв за команду з Тампіко наступні три сезони своєї ігрової кар'єри.
1997 року уклав контракт з корейським клубом «Чхонан Ільхва Чхонма», у складі якого провів наступні два роки своєї кар'єри гравця. 
Згодом з 2000 по 2002 рік грав у складі команд клубів «Авеш», «Анжі» та «Санфречче Хіросіма».
Завершив професійну ігрову кар'єру в англійському «Мілтон-Кінс Донс», за команду якого виступав протягом 2004—2005 років.

## Виступи за збірну
1998 року дебютував в офіційних матчах у складі національної збірної Камеруну. Протягом кар'єри у національній команді провів у формі головної команди країни 5 матчів.
У складі збірної був учасником чемпіонату світу 1998 року у Франції, Кубка африканських націй 2000 року у Гані та Нігерії, здобувши того року титул континентального чемпіона, розіграшу Кубка конфедерацій 2001 року в Японії і Південній Кореї.

## Титули і досягнення
- Володар Кубка Південної Кореї: 1999
- Переможець Кубка африканських націй: 2000